# Peter Welsh (Footballspieler)
Peter James Welsh (* 24. Januar 1954; † 18. Juli 2008) war ein australischer Footballspieler.
Peter Welsh spielte für Hawthorn Football Club und Richmond Football Club in der Australian Football League.
Im Jahr 1973 stand er mit Hawthorn im Finale gegen Nord-Melbourne. 1980 konnte er mit Richmond die Premiership gewinnen.
Welsh starb im Juli 2008 im Alter von 54 Jahren nach langer Krankheit an Krebs.